# دوغ هانسن
دوغ هانسن (بالإنجليزية: Doug Hansen)‏ هو لاعب كرة قاعدة أمريكي، ولد في 16 ديسمبر 1928 في لوس أنجلوس في الولايات المتحدة، وتوفي في 16 سبتمبر 1999 في أوريم في الولايات المتحدة.

## وصلات خارجية
- دوغ هانسن على موقعبيزبول رفرنس.كوم (الدوري الرئيسي) (الإنجليزية)
- دوغ هانسن على موقع جمعية أبحاث البيسبول الأمريكية (الإنجليزية)